# 塞特弗雷尔
塞特弗雷尔（法語：Sept-Frères，法語發音：[sɛt fʁɛʁ] ⓘ）是法国卡尔瓦多斯省的一个旧市镇，属于维尔区。2017年，塞特弗雷尔与临近的9个市镇合并为新市镇努德谢讷。

## 地理
塞特弗雷尔（48°51'45"N, 1°1'46"W）面积9.63 平方千米，位于法国诺曼底大区卡爾瓦多斯省，该省份为法国西北部沿海省份，北濒大西洋英吉利海峡，东北与滨海塞纳省以海上边界相接，东临厄尔省，南至奧恩省，西与芒什省接壤。
与塞特弗雷尔接壤的市镇（或旧市镇、城区）包括：库尔松、朗代勒和库皮尼、勒梅尼勒科苏瓦、圣瑟韦卡尔瓦多斯、莫里尼。

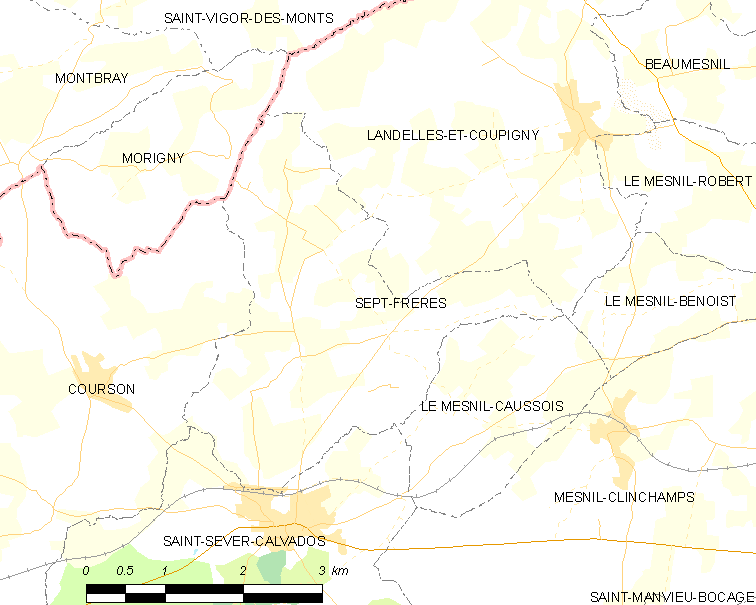
塞特弗雷尔的OSM定位图

塞特弗雷尔的时区为UTC+01:00、UTC+02:00（夏令时）。

## 行政
塞特弗雷尔的邮政编码为14380，INSEE市镇编码为14671。

## 政治
塞特弗雷尔所属的省级选区为维尔诺曼底县。

## 人口

1962-2008年间塞特弗雷尔人口变化图示

塞特弗雷尔于2018年1月1日时的人口数量为371人。